# Маннвайлер-Кельн
Маннвайлер-Кельн (нім. Mannweiler-Cölln) — громада в Німеччині, розташована в землі Рейнланд-Пфальц. Входить до складу району Доннерсберг. Складова частина об'єднання громад Альзенц-Обермошель.
Площа — 4,90 км2. Населення становить 372 ос. (станом на 31 грудня 2020).